# François Trudel
François Trudel est un acteur canadien spécialisé dans le doublage en français québécois. Il est né le 3 avril 1964.

## Doublage

### Cinéma

#### Films
- Jason Clarke dans (15 films) :
  - Course à la mort (2008) : Ulrich
  - Le contrat humain (2008) : Julian Wright
  - Ennemis publics (2009) : John « Red » Hamilton
  - Intrusion (2010) : Doug Tate
  - Terres de sang (2011) : Rule
  - Sans loi (2012) : Howard Bondurant
  - Opération avant l'aube (2012) : Dan
  - Maison-Blanche en péril (2013) : Emil Stenz
  - L'Aube de la planète des singes (2014) : Malcolm
  - Terminator Genisys (2015) : John Connor / T-3000
  - Everest (2015) : Rob Hall
  - Winchester : Le Manoir hanté (2018) : Eric Price
  - First Man : Le Premier Homme sur la Lune (2018) : Edward White
  - Sérénité (2019) : Frank Zariakas
  - Cimetière Vivant (2019) : Louis Creed

- Rob Riggle dans (10 films) :
  - Enfants non accompagnés (2006) : Head Guard Hoffman
  - Petite Vengeance poilue (2010) : Riggs
  - Tuer pour aimer (2010) : Henry
  - Les Renforts (2010) : Détective Evan Martin
  - 21 Jump Street (2012) : M. Walters
  - Soyons flics (2014) : Segars
  - La cloche et l'idiot 2 (2014) : Travis
  - Soleil de minuit (2018) : Jack Price
  - Cours du soir (2018) : Mackenzie
  - En guerre avec grand-papa (2020) : Arthur

- Will Forte dans (7 films) :
  - Le Festi-Bière (2006) : Otto
  - MacGruber (2010) : MacGruber
  - Surveillance (2012) : Sergent Bressman
  - Ça, c'est mon gars (2012) : Phil
  - Crimes et petits mensonges (2013) : Marshall Taylor
  - Tout finit par se savoir (2014) : Joshua Fleet
  - Keanu (2016) : Hulka

- Costas Mandylor dans :
  - Décadence III (2006) : détective Mark Hoffman
  - Décadence IV (2007) : détective Mark Hoffman
  - Décadence V (2008) : lieutenant Mark Hoffman
  - Décadence VI (2009) : lieutenant Mark Hoffman
  - Décadence VII (2010) : lieutenant Mark Hoffman

- Kenneth Branagh dans :
  - Une semaine avec Marilyn (2011) : Sir Laurence Olivier
  - Jack Ryan : Recrue dans l'ombre (2014) : Viktor Cherevin
  - Dunkerque (2017) : le commandant Bolton de la Royal Navy
  - Le Crime de l'Orient-Express (2017) : Hercule Poirot
  - Mort sur le Nil (2022) : Hercule Poirot

- Balthazar Getty dans :
  - Mauvais coup (2005) : Taylor
  - The Tripper (2006) : Jimmy
  - Le Juge (2014) : l'adjoint du shérif Hanson

- Matt Walsh dans :
  - L'Académie des Losers (2006) : Walsh
  - Ted (2012) : Thomas
  - Noël de folie au bureau (2016) : Ezra

- Shea Whigham dans :
  - En toute loyauté (2008) : Kenny Dugan
  - Rapides et Dangereux 4 (2009) : agent Michael Stasiak
  - Rapides et Dangereux 6 (2013) : agent Michael Stasiak

- Ray McKinnon dans :
  - L'Éveil d'un champion (2009) : Coach Cotton
  - L'histoire de Hank Williams (2009) : Stan
  - La Mission (2020) : Simon Boudlin

- Michael Rapaport dans :
  - Métro (1997) : Kevin McCall
  - Combinaison gagnante (2000) : Dale

- Peter Berg dans :
  - Détectives (1997) : Sergent Joseph « Joey » Randone
  - Coup fumant (2006) : Pete Deeks

- Jeremy Piven dans :
  - Père de Famille (2000) : Arnie
  - Pris au jeu (2005) : Jerry

- Mathieu Kassovitz dans :
  - Nadia (2001) : Yuri
  - Piégée (2012) : Studer

- Alexander Siddig dans :
  - Le Règne du feu (2002) : Ajay
  - Le Cinquième Pouvoir (2013) : le docteur Tarek Haliseh

- Kevin Nealon dans :
  - Garderie en folie (2003) : Bruce
  - Bon chien ! (2003) : M. Baker

- William Mapother dans :
  - Les Seigneurs de Dogtown (2005) : Donnie
  - Another Earth (2011) : John Burroughs

- Chris Potter dans :
  - Plaisirs meurtriers (2006) : Graydon Jennings
  - Mon Ami l'Espion (2006) : Mike Muggins

- Rob Corddry dans :
  - Les Rois du patin (2007) : Bryce
  - Semi-pro (2008) : Kyle

- Matt Gordon dans :
  - Tellement menteur (2007) : Henderson
  - Casino Jack (2010) : Bill Jarrell

- Callum Keith Rennie dans :
  - Soie (2007) : Schuyler
  - Dans la forêt (2015) : Robert

- Ben Browder dans :
  - La Porte des étoiles : L'Arche de la vérité (2008) : Lieutenant-Colonel Cameron Mitchell
  - La Porte des étoiles : Continuum (2008) : Colonel Cameron Mitchell

- Amaury Nolasco dans :
  - Rois de la rue (2008) : l'inspecteur Cosmo Santos
  - Une belle journée pour crever (2013) : Murphy

- Jacob Ericksson dans :
  - Millénium 2 : La Fille qui rêvait d'un bidon d'essence et d'une allumette (2009) : Christer Malm
  - Millénium 3 : La Reine dans le palais des courants d'air (2009) : Christer Malm

- Michael Bowen dans :
  - La Dernière Maison sur la gauche (2009) : Morton
  - Fièvre noire 2 : La fièvre du printemps (2009) : Principal Sinclair

- Julian Richings dans :
  - L'Heure de vérité (2009) : Grease
  - La colonie (2013) : Leland

- Tego Calderón dans :
  - Rapides et Dangereux 5 (2011) : Tego Leo
  - Dangereux 7 (2015) : Tego Leo

- Marc Evan Jackson dans :
  - Les Rois de l'été (2013) : M. Keenan
  - Kong: Skull Island (2017) : Steve Woodward

- Richard E. Grant dans :
  - Star Wars, épisode IX : L'Ascension de Skywalker (2019) : Général allégeant Enric Pryde
  - Tout le monde parle de Jamie (2021) : Hugo Battersby / « Loco Channel »

- 1996 : Le Porteur de cercueil : Scott (Michael Vartan)
- 1998 : Ennemi de l'État : Bingham (Ian Hart)
- 1998 : Hilary et Jackie : Piers (Rupert Penry-Jones)
- 1998 : Un papa qui s'affiche : Brad Thomas (Bailey Chase)
- 1998 : Terre : le boucher (Pavan Malhotra)
- 1999 : Trois Rois : Conrad Vig (Spike Jonze)
- 2001 : La Chute du faucon noir : le sergent Lorenzo Ruiz (Enrique Murciano)
- 2002 : Le Comte de Monte Cristo : Fernand Mondego (Guy Pearce)
- 2002 : Ripley s'amuse : Jonathan Trevanny (Dougray Scott)
- 2002 : Bienvenue à 29 Palms : le paumé (Jeremy Davies)
- 2003 : Le Détour : Hap (Michael Bublé)
- 2004 : 13 ans, bientôt 30 : Alex Carlson (Samuel Ball)
- 2004 : Le Journal d'une Princesse 2: Les Fiançailles royales : Andrew Jacoby (Callum Blue)
- 2004 : Contrecoups : Pete Kallen (Dean McDermott)
- 2005 : Batman : Le Commencement : Dr Thomas Wayne (Linus Roache)
- 2005 : Alone in the Dark: Aux portes de la noirceur : Agent Miles (Will Sanderson)
- 2005 : La Constance du jardinier : Arthur « Ham » Hammond (Richard McCabe)
- 2005 : Oui, je le veux... pas! : Chris (Raymond Coulthard)
- 2005 : Doit aimer les chiens : Bob Connor (Dermot Mulroney)
- 2006 : Au gré des marées : Bill (Scott Sowers)
- 2006 : L'Informateur : un officier (Michael Devine)
- 2006 : L'Illusioniste : Jurka (Jake Wood)
- 2006 : Le Fusilier Marin : Frank (Frank Carlopio)
- 2006 : À vos marques, prêts, décorez : Maire Young (Sean O'Bryan)
- 2006 : Dans la mire du pouvoir : Comédien gros (George Potts)
- 2007 : Super flic : l'Inspecteur (Steve Coogan)
- 2007 : Au seuil de la mort : Mark Rossini (Mark Dymond)
- 2007 : Resident Evil : L'Extinction : Chase (Linden Ashby)
- 2007 : Déjeuner avec Scot : Billy (Colin Cunningham)
- 2008 : Australie : Ivan, le barman (Jacek Koman)
- 2008 : Bien sûr, peut-être : Rafael (Jaime Tirelli)
- 2008 : Vol de banque : Tim Everett (Richard Lintern)
- 2008 : Milk : le sénateur John Briggs (Denis O'Hare)
- 2008 : Le lutteur : Wayne (Todd Barry)
- 2009 : Les 12 épreuves : Willie Dumaine (Peter Navy Tuiasosopo)
- 2009 : Anges et Démons : lieutenant Valenti (Victor Alfieri)
- 2009 : Ma vie en ruines : Al (Harland Williams)
- 2009 : L'intraîtable Bone : Franklin McVeigh (Julian Sands)
- 2009 : Mon amour : Leigh Hunt (Jonathan Aris)
- 2009 : Phantom, le masque de l'ombre : Clark Ellis (Anthony Lemke)
- 2009 : The Devil's Tomb : Hammer (Franky G.)
- 2009 : Halloween 2 : Gary Scott (Richard Brake)
- 2010 : Salt : Michael Krause (August Diehl)
- 2010 : Tout pour un A : Pasteur (Fred Armisen)
- 2010 : StreetDance 3D : Michael (Jeremy Sheffield)
- 2010 : La fée des dents : Commentateur (Dale Wolfe)
- 2010 : La vie, tout simplement : George Dunn (Andy Buckley)
- 2010 : 13 Assassins : Judayu Asakawa (Ken Mitsuishi)
- 2011 : Margaret : Mitchell (Stephen Adly Guirgis)
- 2011 : La Défense Lincoln : Ted Minton (Josh Lucas)
- 2011 : Assiégés : archevêque Langton (Charles Dance)
- 2011 : Twixt : le pasteur Allan Floyd (Anthony Fusco)
- 2011 : Sortie fatale 4 : Dr Brendan Ryan (Arne McPherson)
- 2013 : Effets secondaires : un inspecteur du NYPD (Scott Shepherd)
- 2013 : Escouade Gangster : l'inspecteur Conway Keeler (Giovanni Ribisi)
- 2013 : Un duo d'enfer : Julian (Michael McDonald (en))
- 2014 : Film osé : Max (Nat Faxon)
- 2014 : La Chanson de l'éléphant : Bruce (Matt Holland)
- 2015 : Ant-Man : Mitchell Carson (Martin Donovan)
- 2015 : Ted 2 : Me Shep Wild (John Slattery)
- 2015 : Le Pont des espions : agent Gamber (Victor Verhaeghe)
- 2015 : Spotlight : Édition spéciale : principal Bill Kemeza (Tim Progosh)
- 2015 : Extraction : Theodore Sitterson (Steve Coulter)
- 2016 : 10 Secondes de liberté : Dean Cromwell (Jonathan Higgins)
- 2016 : Elvis and Nixon : John Finlator (Tracy Letts)
- 2016 : Les Tortues Ninja : La Sortie de l'ombre : Baxter Stockman (Tyler Perry)
- 2016 : Sully : Rob Kolodjay (Christopher Curry (en))
- 2016 : Jack Reacher : Sans retour : le shériff (Jason Douglas)
- 2016 : Le Jour des patriotes : le sergent MacLellan (Cliff Moylan)
- 2016 : Cure de bien-être : le directeur adjoint (Adrian Schiller)
- 2017 : Les Gardiens de la Galaxie Vol. 2 : le Souverain amiral (Ben Browder)
- 2017 : Star Wars, épisode VIII : Les Derniers Jedi : capitaine Edrison Peavey (Adrian Edmondson)
- 2017 : xXx : Le Retour de Xander Cage : le directeur de la CIA (Al Sapienza)
- 2017 : Transformers : Le Dernier Chevalier : Sherman (Gil Birmingham)
- 2017 : Logan : Jackson (Lennie Loftin)
- 2017 : Hostiles : colonel Abraham Biggs (Stephen Lang)
- 2018 : Vice : George W. Bush (Sam Rockwell)
- 2018 : Le Livre de Green : Graham Kindell (Brian Stepanek)
- 2019 : Hellboy : Lord Adam Glaren (Alistair Petrie)
- 2019 : L'Homme Gémeau : Yuri Kovacks (Ilia Volok)
- 2019 : Ça : Chapitre Deux : Alvin Marsh (Stephen Bogaert)
- 2019 : Joker : Arthur Fleck / le Joker (Joaquin Phoenix)
- 2019 : Docteur Sleep : Jack Torrance (Henry Thomas)
- 2019 : L'Invité d'honneur : le père Greg (Luke Wilson)
- 2020 : Groenland : Ralph Anderson (David Denman)
- 2021 : Spirale : L'Héritage de Décadence : inspecteur Marv Bozwick (Dan Petronijevic)

#### Films d'animation
- 2002 : Retour au Pays imaginaire : Edward
- 2006 : Everyone's Hero : Stanley Irving
- 2007 : Drôle d'abeille : Bud Ditchwater
- 2009 : La Princesse et la Grenouille : voix additionnelles
- 2011 : Rango : l'Esprit de l'ouest
- 2012 : Rebelle : Gordon
- 2013 : La Légende de Sarila : Uliak
- 2013 : Fuyons la planète Terre : Gary Supernova
- 2014 : Opération Noisettes : Roi
- 2016 : Trouver Doris : Charlie
- 2016 : Ratchet et Clank : Mr. Micron
- 2016 : Chantez ! : Eddie
- 2017 : Nelly et Simon : Mission Yéti : un yéti
- 2018 : Ralph brise l'Internet : Protecteur de surtension
- 2022 : Vaillante : le maire Jimmy Murray

### Télévision

#### Téléfilms
- Jonathan Higgins dans :
  - L'Homme qui sauva la Fête de Noël (2004) : Franklin Roosevelt
  - Passions Criminelles (2005) : Jerry Dennings
  - Une sœur dangereuse (2007) : Victor
  - La Maison du secret (2007) : Frank
  - La Bataille d'Amanda (2011) : Kevin Maknassy

- 2001 : Le Miracle des cartes : Ernie Shergold (Peter Wingfield)
- 2004 : Mauvaises Intentions : Randal Ackers (Anthony Lemke)
- 2005 : Au-delà de la vérité : Max Luckett (Dean McDermott)
- 2006 : Séduction dangereuse : Rafe Marino (James Thomas)
- 2008 : Trop parfaite : David Wescott (Chris Potter)
- 2010 : Ma gardienne est un vampire : Ross Morgan (Ari Cohen)
- 2011 : Images troublantes : Warren Morrow (David Orth)
- 2013 : En plein cœur : Peter Morrow (Gabriel Hogan)
- 2021 : 100% romantique : Arthur (John Bourgeois)

#### Séries télévisées
- 1996-2000 : Haute Finance : Ian Farnham (Gabriel Hogan)
- 2001-2005 : Coroner Da Vinci : Brian Curtis (Colin Cunningham)
- 2002-2005 : The Eleventh Hour : Murray Dann (Matt Gordon)
- 2005 : Alice contre-attaque : Tony McKenzie (Kirk Torrance)
- 2008: Pawn Stars: prêteurs sur gages: Chumlee
- 2007-2008 : Intelligence : Roy (Patrick Gilmore)
- 2010-2011 : Les Vies rêvées d'Érica : Ivan (Michael P. Northey)
- 2011 : Camelot : Leontes (Philip Winchester)
- 2011-2012 : Ma gardienne est un vampire : Ross Morgan (Ari Cohen)
- 2011-2013 : Fitz : Chester Vince (Jonathan Torrens)
- 2013-2014 : Les Foster : Ernesto Rivera (Carlos Sanz)
- 2015 : Aminata : Robertson Appleby (Greg Bryk)
- 2015 : Toutankhamon : L'Enfant roi : le grand prêtre du temple d'Amon (Alexander Siddig)
- 2017 : Cardinal : Détective Hannam (James Thomas)
- 2017 : Les Kennedy : Après Camelot : Père McSorley (Jonathan Higgins)

#### Séries télévisées d'animation
- 2003-2019 : Max et Ruby : M. Piazza
- 2007-2008 : Bakugan Battle Brawlers : Naga
- 2009-2013 : Stoked : Ça va surfer ! : André Drummer/Surf 2
- 2011-2016 : Justin Rêve : Papa
- 2013-2015 : Eddy Noisette : Paulo Laramène
- 2013-2018 : Les Singestronautes : Deep Space Dave
- 2015-2018 : Inspecteur Gadget : Chef Gontier
- 2016-2019 : La Boucle infernale : le principal Bouldebillard
- 2016 : Beat Bugs : le cafard
- 2021 : What If...? : le colonel Flynn (épisode 1)